# Protoplanet

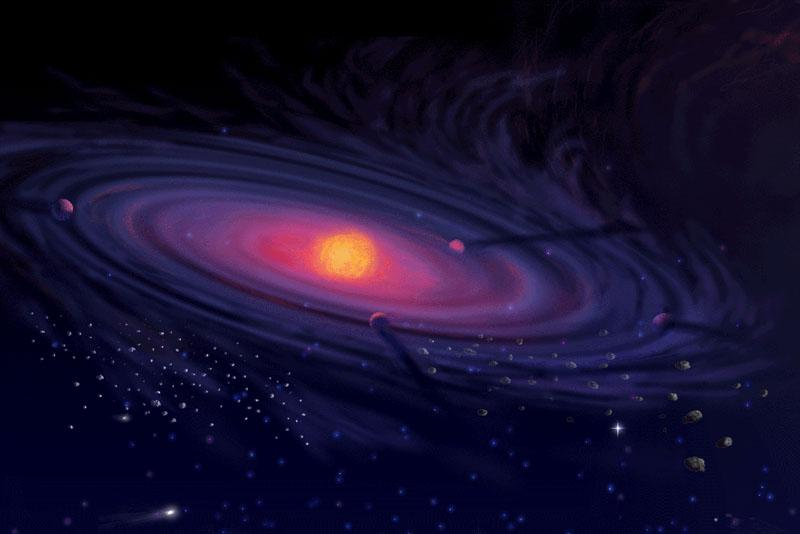
Protoplanetär skiva

En protoplanet (från grekiskans πρώτος, protos, ”första”) är en föregångare till en planet i dess utveckling. En protoplanet är stadiet mellan planetesimal och färdiga planeter i teorin om hur planeter bildas.

## Utveckling
Protoplaneter skapas genom att otaliga planetesimaler med storlekar från någon kilometer till flera mil kolliderar med varandra och gradvis växer sig större. De största av dessa går sedan in i en fas kallad oligarkisk tillväxt där de växer mycket snabbt på grund av den större träffytan och det växande gravitationsfältet. De som överlever alla våldsamma kollisioner är nu protoplaneter vilka fortsätter att dra in allt material de kommer nära, inklusive en stor del av de kvarvarande planetesimalerna (medan andra slungas långt ut i solsystemet). Protoplaneterna påverkar sedan varandras banor med sin gravitation vilket leder till att även många av dessa kolliderar med varandra och slutligen bildar färdiga planeter.

## Storlek
Definitionen av storlek på en protoplanet är ganska vag, men normalt anses det vara stadiet från ungefär månens storlek till dess att den nått sin fulla storlek. Därför är inte till exempel Merkurius en protoplanet trots sin blygsamma storlek medan en protoplanet mycket väl skulle kunna vara betydligt större än både jorden och Jupiter, om dess slutgiltiga storlek är ännu större.

## Theia
Enligt en populär teori ska månen ha bildats för ungefär 4,6 miljarder år sedan efter en kollision mellan den tidiga jorden och en stor hypotetisk protoplanet kallad Theia. Vid kollisionen med Theia, som ska ha varit av ungefär Mars storlek, slungades stora mängder material ut i rymden. Mycket av detta föll tillbaka på jorden men en avsevärd mängd material stannade i bana runt jorden och det är från detta som månen enligt teorin ska ha bildats. Det finns tecken som tyder på att samtliga övriga tre stenplaneter i solsystemet, Merkurius, Venus och Mars, kan ha drabbats av liknande katastrofer, om än, åtminstone för Merkurius och Mars, i en mindre skala.